# Маломерный рыболовный траулер рефрижераторный типа «Балтика»
Маломерные рыболовные траулеры рефрижераторные типа «Балтика»  (проект 1328 ) —  серия малых рыболовных траулеров кормового траления (МРТК). 
Строились с начала 1970-х годов в СССР, Румынии и России (с 1991 года). Всего было построено около 400 судов. Предназначались для лова рыбы с помощью трала в открытом море с максимальным удалением от места убежища до 100 миль, возможностью первичной обработки рыбы (охлаждение, посол) и сдачи её на береговые пункты приёма.
Корпус судна длиной 25,5 метров имеет выраженный полубак, где размещены ходовая рубка и бытовые помещения. Машинное отделение также расположено в носовой части судна. Ходовая рубка связана с бытовыми помещениями и машинным отделением с помощью внутренних трапов, что позволяет членам экипажа передвигаться по судну, не выходя на открытую палубу. На рабочей палубе размещены траловая лебедка и барабаны для трала и ваеров (стальных тросов), ближе к корме расположен П-образный металлический портал с грузовыми стрелами. В корме судна имеется слип (специальный наклонный участок палубы по которому осуществляется спуск и подъём трала). Два Г-образных вертикальных выступа по углам кормы (малый портал) несут блоки, по которым ваер (стальной трос) спускает трал в воду.
Судно снабжено дизельным двигателем мощностью 300 л.с., рефрижераторным трюмом общим объёмом 64 кубических метров, с температурой охлаждения от -0,5 до -2 °C. 
МРТК типа «Балтика» могут автономно работать в море до 6 суток.

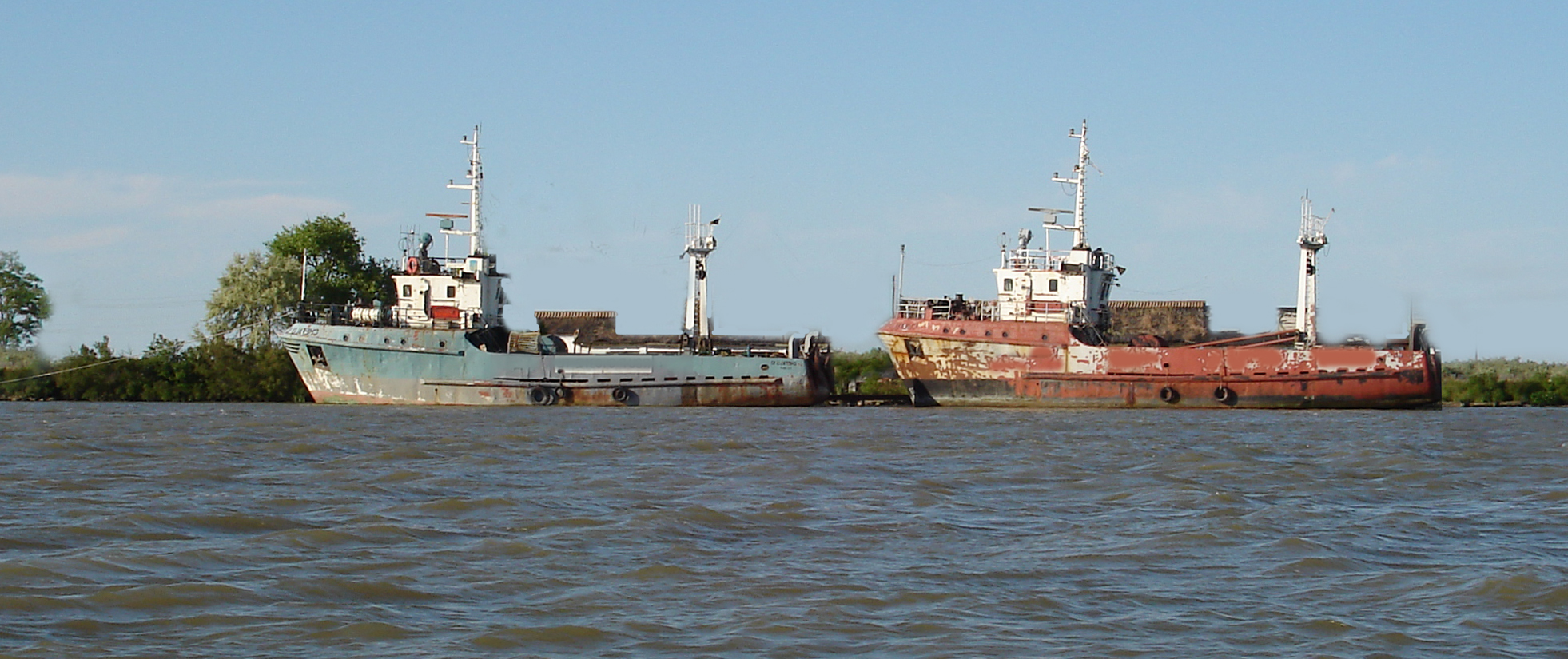
Румынские МРТК в Тулче.